# Хлебные жуки и хрущики
Хлебные жуки и хрущики (лат. Rutelinae) — подсемейство пластинчатоусых жуков, насчитывающее приблизительно 200 родов, в которых около 4100 видов.

## Описание
Члены подсемейства имеют удлинённую овальную форму тела. Усики 9- и 10-члениковые, булава 3-члениковая.. Представители рода Chrysina окрашены в различные варианты зеленого цвета и часто несут на надкрыльях бороздки, но также имеется несколько видов рода с совершенно гладкими покровами тела и сплошной металлической окраской золотого или серебристого цвета.

## Распространение
На данный момент повсеместно описаны приблизительно 4100 видов в 200 родах. Подсемейство включает в себя шесть триб распространённых в Новом Свете. Триба встречается лишь в Центральной и Северной Америке; — в Австралии и западной части Центральной и в Южной Америке..

## Экология и местообитания
Жуки питаются листьями или цветками растений. Личинки питаются корнями растений, компостом или гниющей растительностью. Некоторые таксоны, к примеру, Popillia japonica и виды из рода Anomala (оба таксона в трибе Anomalini), являются сельскохозяйственными вредителями. Множество представителей подсемейства имеют яркий окрас, иногда с красивым узором и часто с металлическим отливом. Другие же представители, такие как[кто?] — маленькие, ничем не приметные жуки. Имаго могут быть опылителями растений.

## Систематика
Британский энтомолог Александр Маклай (Alexander Macleay) в 1819 году предложил выделить семейство Rutelidae, предварительно вписав род Scarabaeus. Позже, в 1851 году французский энтомолог Шарль Эмиль Бланшар (Blanchard) этой группе жуков дал статус подсемейства, вписав её в семейство пластинчатоусых. Некоторые авторы были склоны считать группу подсемейством в семействе хрущей Melolonthidae, хотя и оно потом приобрело статус подсемейства в пластинчатоусых.
Триба Anomalini иногда рассматривается отдельным подсемейством в пластинчатоусых или в Melolonthidae. Вдобавок род Hoplia и его родственные роды иногда выделяют отдельную трибу в подсемействе Rutelinae.

## Классификация
- Adoretini Burmeister, 1844
  - Adoretus — Metadorodocia
- Alvarengiini Frey, 1975[4]
  - Alvarengius Frey, 1975
    - Alvarengius silphodes Frey, 1975

  - Ottokelleria Andretta & Martínez, 1957
- Anatistini Lacordaire, 1856[5]
  - Anatista — Chalcochlamys — Spinochlamys — Spodochlamys
- Anomalini Streubel, 1839
  - Anisoplia — Anomala — Anomalacra — Anomalorhina — Anthoplia — Balanogonia — Blitopertha — Brancoplia — Callirhinus — Callistethus — Chaetopteroplia — Chelilabia — Dilophochila — Epectinaspis — Exomala — Hemichaetoplia — Leptohoplia — Mazahuapertha — Mimela — Nayarita — Pachystethus — Phyllopertha — Popillia (Popillia bhutanica) — Rugopertha — Strigoderma — Yaaxkumukia
- Anoplognathini MacLeay, 1819
  - Anoplognathus — Aulacopalpus — Brachysternus — Calloodes — Hylamorpha — Platycoelia
- Geniatini Burmeister, 1844[6]
  - Bolax — Eunanus — Evanos — Geniates — Heterogeniates — Leucothyreus
- Rutelini MacLeay, 1819
  - Chrysopora
  - Подтриба Anticheirina — 43 рода, около 360 видов
    - Acraspedon Arrow, 1899 — 5 видов
    - Aequatoria Arrow, 1899 — 11 видов
    - Anticheira Eschscholtz, 1818 — 4 видов
    - Anticheiroides Soula, 1988 — 11 видов
    - Badiasis Machatschke, 1970 — 3 видов
    - Chalcentis Burmeister, 1844 — 2 видов
    - Chlorota Burmeister, 1844 — 35 видов
    - Chuchina Soula, 2005 — 1
    - Crathoplus Blanchard, 1851 — 1
    - Dorysthetus Blanchard, 1845 — 26 видов
    - Exanticheira Soula, 1988 — 3 видов
    - Exochlorota Soula, 2002 — 2 видов
    - Exoptenomela Soula, 2002 — 2 видов
    - Exothyridium Soula, 2002 — 7 видов
    - Heterochlorota Soula, 2002 — 2 видов
    - Hypaspidius Arrow, 1899 — 9 видов
    - Lagochile Hoffmannsegg, 1817 — 63 видов
    - Minidorysthetus Soula, 2002 — 13 видов
    - Mucama Soula, 2002 — 2 видов
    - Parachlorota Soula, 2002 — 10 видов
    - Paradorysthetus Soula, 2002 — 2 видов
    - Paramacraspis Ohaus, 1915 — 2
    - Paraptenomela Soula, 2002 — 7 видов
    - Paratelaugis Ohaus, 1915 — 6 видов
    - Parathyridium Ohaus, 1915 — 4 видов
    - Pichica Soula, 2002 — 1
    - Platyrutela H.W. Bates, 1888 — 2 видов
    - Pseudoanticheiroides Soula, 1998 — 2 видов
    - Pseudodorysthetus Soula, 2002 — 1
    - Pseudohypaspidius Soula, 1998 — 11 видов
    - Pseudomacraspis Ohaus, 1915 — 6 видов
    - Pseudoptenomela Soula, 2002 — 3 видов
    - Pseudothyridium Soula, 2002 — 40 видов
    - Ptenomela H.W. Bates, 1888 — 25 видов
    - Telaugis Burmeister, 1844 — 1
    - Theuremaripa Soula, 2006 — 7 видов
    - Thyridium Burmeister, 1844 — 6 видов
    - Thyriochlorota Ohaus, 1915 — 20 видов
    - Tipicha Soula, 2005 — 3 видов
    - Vayana Ohaus, 1915 — 3 видов
    - Xenochlorota Soula, 2002 — 1

  - Подтриба Areodina — 48 видов, 10 родов, Америка (1 — Африка)
    - Areoda MacLeay, 1819 — 3 видов
    - Byrsopolis H.W. Bates, 1888 — 8 видов
    - Cotalpa Burmeister, 1844 — 7 видов
    - Oplognathus MacLeay, 1819 — 3 видов
    - Parabyrsopolis Ohaus, 1915 — 1
    - Parachrysina H.W. Bates, 1888 — 6 видов
    - Paracotalpa Ohaus, 1915 — 6 видов
    - Pseudocotalpa Hardy, 1971 — 3 видов
    - Viridimicus Jameson, 1990 — 7 видов
    - Xenoproctis Kolbe, 1896 — 4 видов, Африка

  - Подтриба Heterosternina — 10 родов, 19 видов, Центральная Америка
    - Elcarmeniella Franz, 1955 — 1
    - Heterosternus Dupont, 1832 — 3 видов
    - Homoiosternus Ohaus, 1901 — 2 видов
    - Macropoidelimus Morón, 1983 — 1
    - Macropoides Guérin-Ménéville, 1844 — 3 видов
    - Mesosternus Morón, 1987 — 1
    - Paraheterosternus Morón, 1983 — 1
    - Parisolea Bates, 1888 — 3 видов
    - Plesiosternus Morón, 1983 — 2 видов
    - Promacropoides Sigwalt, 1987 — 2 видов

  - Подтриба Pelidnotina — 18 родов, около 370 видов, Америка (кроме Peltonotus).
    - Catoclastus Solier, 1851 — 3 видов
    - Chrysina Kirby, 1828 — около 100 видов, Южная и Центральная Америка
    - Chrysophora Audinet-Serville, 1825 — 1
    - Ectinoplectron Ohaus, 1915 — 1
    - Eremophygus Ohaus, 1910 — 7 видов
    - Heteropelidnota Ohaus, 1912 — 4 видов
    - Homonyx Guérin-Ménéville, 1839 — 19 видов
    - Homothermon Ohaus, 1898 — 3 видов
    - Hoplopelidnota Bates, 1904 — 1
    - Mecopelidnota Bates, 1904 — 8 видов
    - Mesomerodon Ohaus, 1905 — 2 видов
    - Oogenius Solier, 1851 — 7 видов
    - Parhomonyx Ohaus, 1915 — 1
    - Parhoplognathus Ohaus, 1915 — 6 видов
    - Pelidnota MacLeay, 1819 — около 180 видов
    - Peltonotus Burmeister, 1847 — 19 видов, Старый Свет, иногда в Dynastinae
    - Pseudogeniates Ohaus, 1910 — 3 видов
    - Xenoplidnota Bates, 1904 — 4 видов

  - Подтриба Didrepanephorina Ohaus, 1918 — 37 видов, Ю.-В. Азия
    - Didrepanephorus Wood-Mason, 1878 — 15 видов
    - Fruhstorferia Kolbe, 1894 — 9 видов
    - Kibakoganea Nagai, 1984 — 12 видов
    - Masumotokoganea Hirasawa, 1992 — 1
    - Pukupuku Muramoto, 2006 — 2 видов

  - Подтриба Parastasina Burmeister, 1844 — около 110 видов, Ю.-В. Азия
    - Ceroplophana Gestro, 1893 — 2 видов
    - Dicaulocephalus Gestro, 1888 — 3 видов
    - Parastasia Westwood, 1841 — около 100 видов
    - Peperonota Westwood, 1847 — 3 видов

  - Подтриба Rutelina — около 140 видов, Южн. Америка
    - Calomacraspis Bates, 1888 — 3 видов
    - Chasmodia MacLeay, 1819 — 30 видов
    - Cnemida Kirby, 1827 — 8 видов
    - Macraspis MacLeay, 1819 — 65 видов
    - Metapachylus H.W. Bates, 1889 — 1, Гватемала
    - Microrutela F. Bates, 1904 — 7 видов
    - Plesiorutela Jameson, 1997 — 1
    - Rutela Latreille, 1802 — 17 видов
    - Rutelisca H.W. Bates, 1888 — 2 видов, Мексика, Гватемала
    - Sphaerorutela Jameson, 1997 — 4 видов